# Proton X70

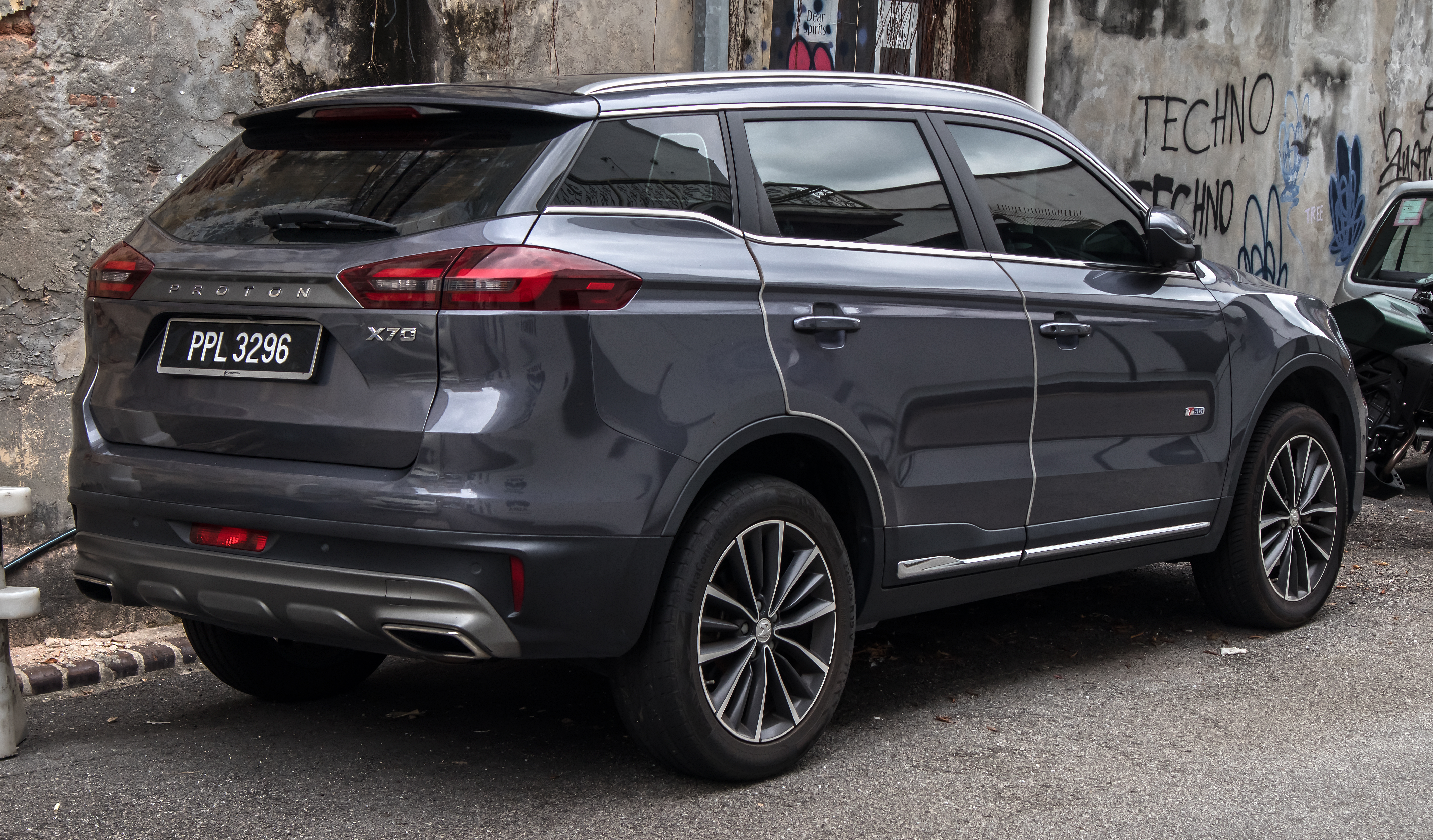
Heckansicht

Der Proton X70 ist ein Sport Utility Vehicle des malaiischen Automobilherstellers Proton. Das SUV ist nahezu baugleich zum Boyue des chinesischen Automobilherstellers Geely, der von Peter Horbury, dem ehemaligen Designer von Volvo, gestaltet wurde. Der größte Unterschied zwischen den Fahrzeugen ist der Kühlergrill. Außerdem wird der X70 ausschließlich als Rechtslenker gebaut.

## Geschichte
Am 24. Mai 2017 verkündete DRB-HICOM, dass 49,9 Prozent von Proton an Geely verkauft werden sollen. Darüber hinaus wurde bekannt, dass das erste SUV Protons auf dem Geely Boyue basieren werde. Im April 2018 startete Proton eine Online-Umfrage, in der für den Namen des neuen SUV abgestimmt werden konnte. Zur Auswahl standen PX7, X7, X70 und X700. Im Juni 2018 verkündete der Hersteller, dass die Fahrzeuge zunächst aus China importiert werden. Seit Februar 2020 erfolgt die Produktion als CKD-Bausatz im malaiischen Tanjung Malim. Das Fahrzeug sowie der offizielle Name wurden im September 2018 präsentiert. Ab dem 17. Oktober 2018 konnte der X70 für 99 RM reserviert werden, der Marktstart war schließlich am 12. Dezember 2018. Zwischen Oktober und Dezember 2018 wurden schon über 15.000 Fahrzeuge bestellt.
Im August 2019 präsentierte Proton das auf 62 Exemplare limitierte Sondermodell Merdeka Edition.
Eine überarbeitete Version der Baureihe wurde im August 2024 vorgestellt.

## Technische Daten
Der Wagen hat wie der Geely Boyue einen 135 kW (184 PS) starken 1,8-Liter-Ottomotor. Außerdem ist das Fahrzeug mit einem 6-Gang-Automatikgetriebe und mit Vorderradantrieb oder Allradantrieb erhältlich.
Mit der Einführung des CKD-Modells im Februar 2020 entfiel die Version mit Allradantrieb. Außerdem kommt statt des 6-Gang-Automatikgetriebes nun ein 7-Gang-Doppelkupplungsgetriebe zum Einsatz.
Im Juni 2022 ergänzte der 130 kW (177 PS) starke 1,5-Liter-Ottomotor aus dem X50 die Antriebspalette. Diese Version ist auch wieder mit Allradantrieb verfügbar.
|                                             | 1.5 TGDi                       | 1.8 TGDi                 | 1.8 TGDi                       |
| Bauzeitraum                                 | seit 06/2022                   | 12/2018–02/2020          | 02/2020–08/2024                |
| Motorkenndaten                              |                                |                          |                                |
| Motortyp                                    | R3-Ottomotor                   | R4-Ottomotor             | R4-Ottomotor                   |
| Hubraum                                     | 1477 cm³                       | 1799 cm³                 | 1799 cm³                       |
| Motoraufladung                              | Turbolader                     | Turbolader               | Turbolader                     |
| max. Leistung bei min−1                     | 130 kW (177 PS) / 5500         | 135 kW (184 PS) / 5500   | 135 kW (184 PS) / 5500         |
| max. Drehmoment bei min−1                   | 255 Nm / 1500–4000             | 285 Nm / 1700–4400       | 300 Nm / 1750–4000             |
| Kraftübertragung                            |                                |                          |                                |
| Antrieb, serienmäßig                        | Vorderradantrieb               | Vorderradantrieb         | Vorderradantrieb               |
| Antrieb, optional                           | (Allradantrieb)                | (Allradantrieb)          | —                              |
| Getriebe                                    | 7-Gang-Doppelkupplungsgetriebe | 6-Gang-Automatikgetriebe | 7-Gang-Doppelkupplungsgetriebe |
| Messwerte                                   |                                |                          |                                |
| Höchstgeschwindigkeit                       | k. A. (k. A.)                  | 190 km/h (k. A.)         | 195 km/h                       |
| Beschleunigung, 0–100 km/h                  | 9,8 s (k. A.)                  | 10,5 s (k. A.)           | 9,5 s                          |
| Kraftstoffverbrauch auf 100 km (kombiniert) | 7,3 l Super (k. A.)            | 7,8 l Super (k. A.)      | 7,6 l Super                    |
| Tankinhalt                                  | 60 l                           | 60 l                     | 60 l                           |

- Werte in runden Klammern für Modelle mit Allradantrieb.